# Centralsaluhallen

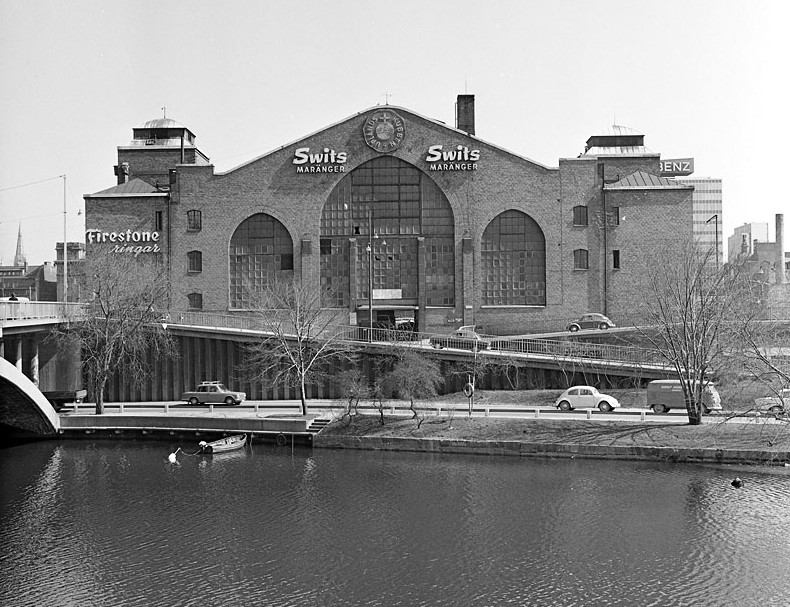
Centralsaluhallen från väster, 1965.

Centralsaluhallen var en saluhall i centrala Stockholm, belägen vid Kungsbron i kvarteret Blekholmen. I Centralsaluhallen såldes huvudsakligen kött och fläsk och till en början även fisk, grönsaker och blommor. Handel bedrevs både i parti och minut. Byggnaden invigdes 1912 och den sista delen revs 1985. I området fanns även Klarahallen för handel med frukt, grönt och blommor samt Partifiskhallen för fisk och skaldjur. På dagens adress, Kungsbron 23, finns kontors- och affärshus uppförda på 1990-talet.

## Historik

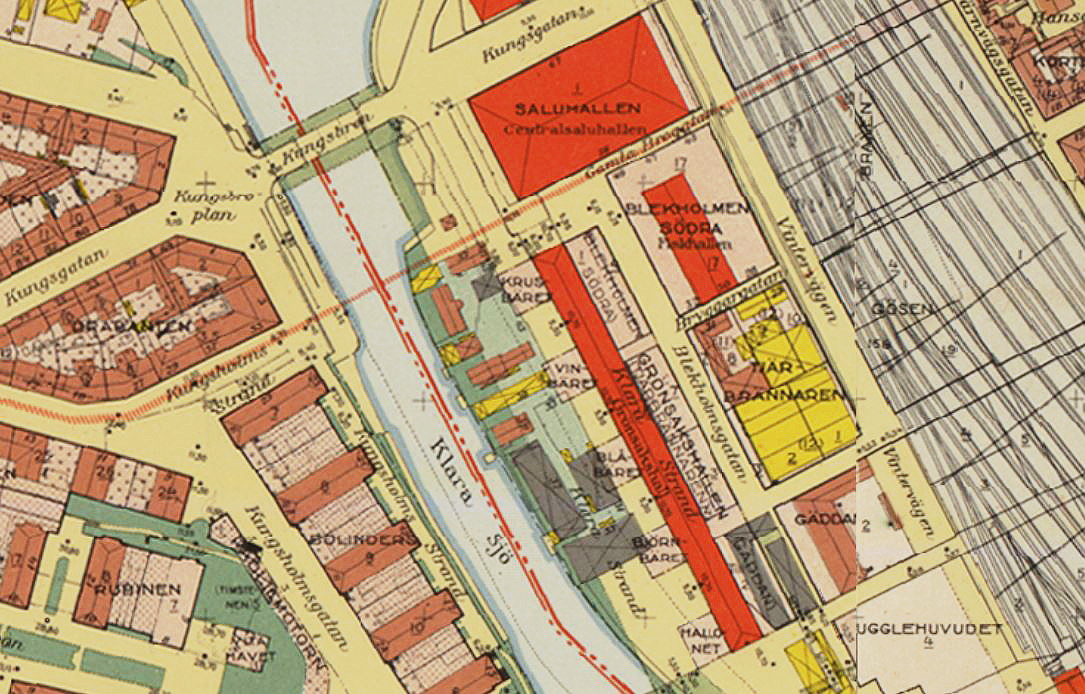
Centralsaluhallen och Klarahallen 1940.

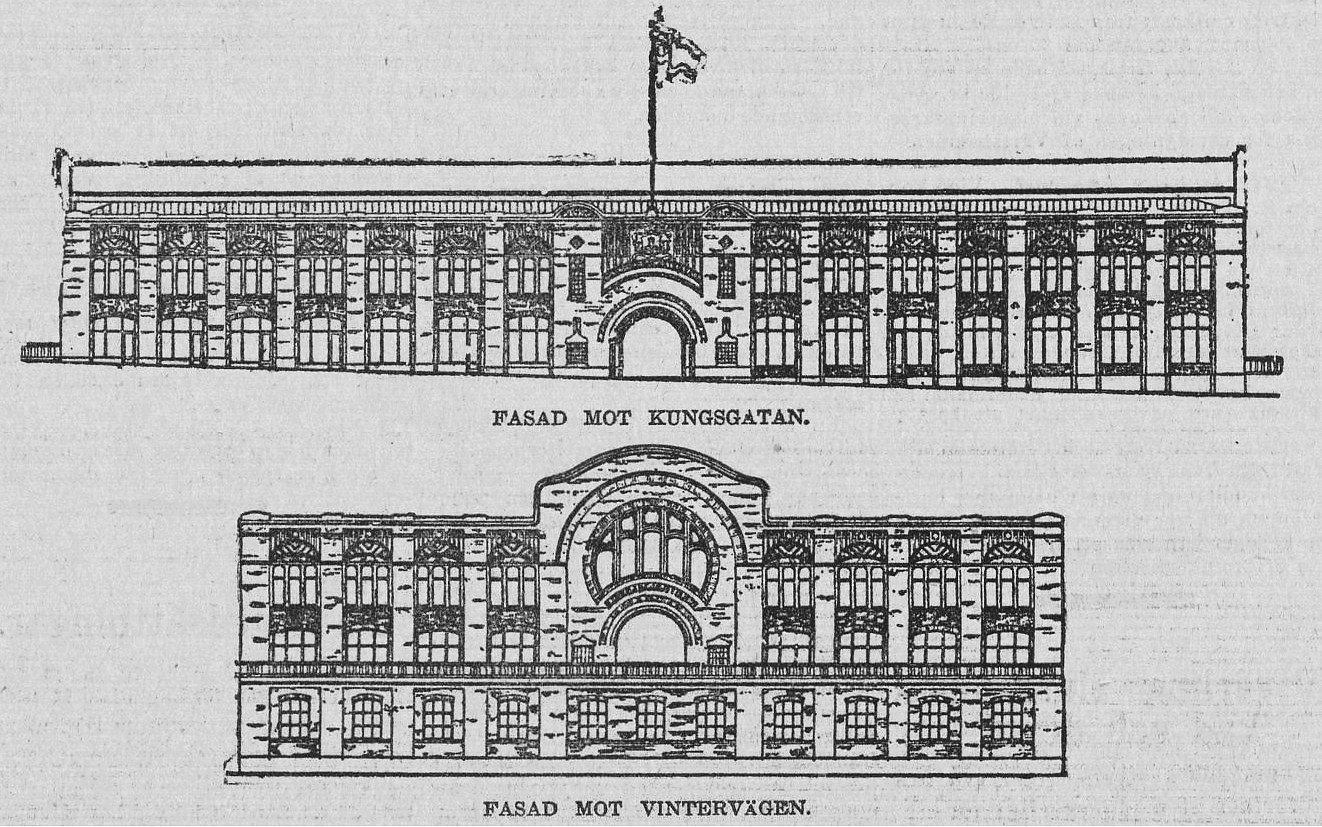
Gustaf Wickmans ej genomförda förslag.

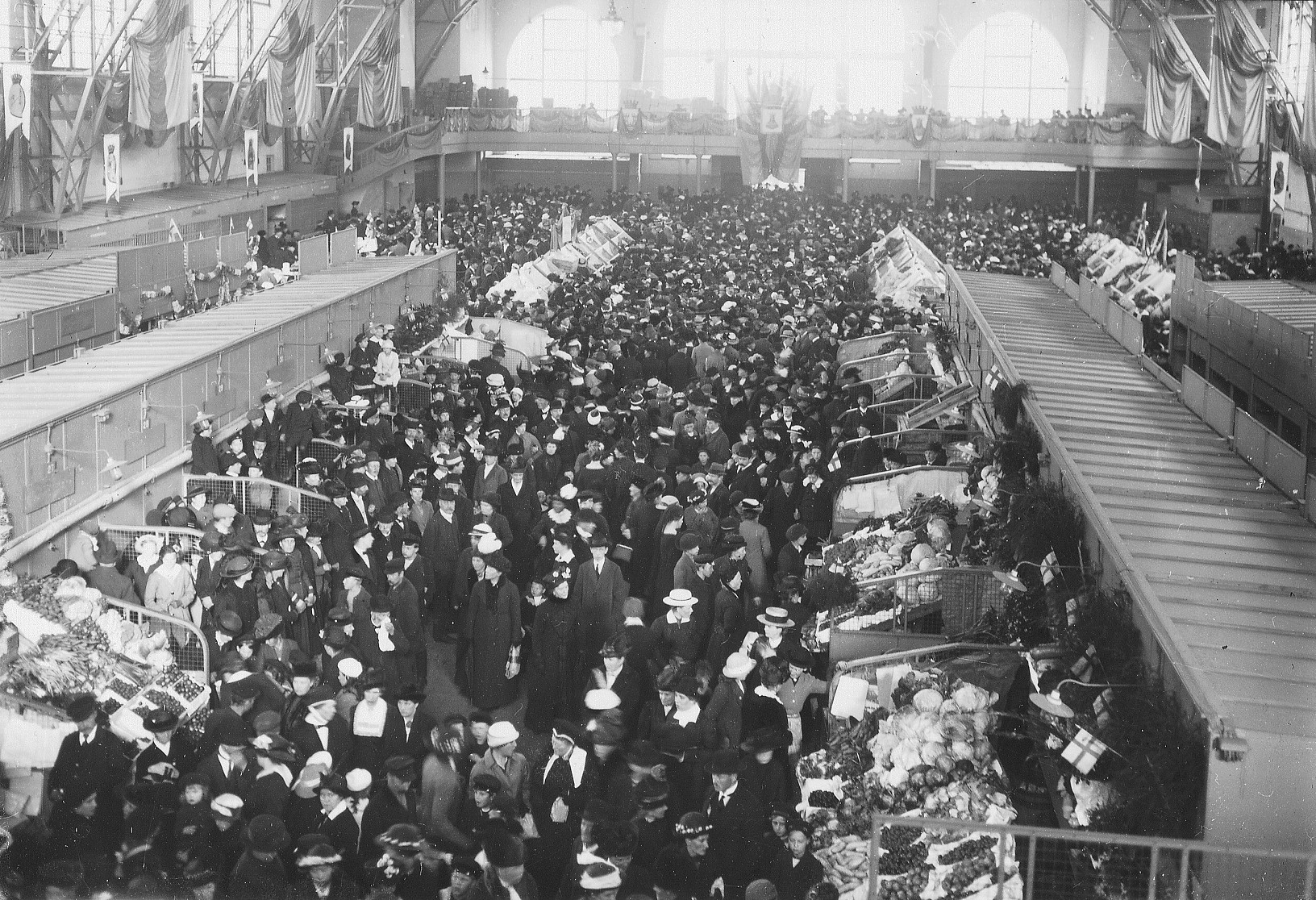
Centralsaluhallen, invigning 1912.

År 1907 bildades Stockholms stads slakthus- och saluhallsstyrelse, och 1909 fick styrelsen även ansvaret för stadens saluhallar och torg. Idén om en stor, centralt belägen och kommunägd saluhall hämtades utomlands, särskilt från Berlin och Wien och 1907 fattade stadsfullmäktige beslut om uppförande av en centralsaluhall. 
Ett första förslag till ny saluhall hade utarbetats av arkitekt Gustaf Wickman 1904 som samtidigt ritade byggnaderna för Enskede slakthus. Hans förslag genomgick sedan en fullständig omarbetning av arkitekt Gustaf Améen. Tomten, Blekholmen Norra, ägdes av staden och hade tidigare anvisats av förste stadsveterinären Sven Peter Nystedt som lämplig plats för byggnaden.
Gustaf Améen ritade en monumental byggnad i rött tegel med höga, välvda fönster i gavlarna. Huset hade fyra torn med utsmyckningar av djurhuvuden i granit. Själva halltaket bars upp av välvda järnfackverk, så kallade trelänksbågar vilka gjorde hallen pelarfri. Dagsljus släpptes in via de stora fönstren i gavlarna, på långsidorna och genom en långsträckt taklanterin. Från Kungsgatan ledde tre ingångar in i den stora hallvåningen och i öster fanns anslutning till järnvägsspår. Mot Kungsgatan fanns flera butiker samt bank, restaurang, telegraf- och telefonstation.
I hallen bereddes plats för 150 försäljningsstånd för tillfälliga dagplatser och för dem som hyrde under längre tid. Mellan bottenvåningen och källarvåningen anordnades fyra hissar. I källarvåningen låg kyl- och förrådsrum. I byggnaden fanns även kontor för uthyrning och för Slakthus- och saluhallsstyrelsens administration. Centralsaluhallen kostade cirka 1,5 miljoner kronor att bygga. Tillsammans med en planerad men inte utförd magasinsbyggnad gick hela projektet på 2,5 miljoner kronor. Invigningen skedde den 3 december 1912 samtidigt med Enskede slakthus. 
På tomten söder om Centralsaluhallen tillkom 1933 Klarahallen för handel med blommor, frukt och grönt samt 1939 Partifiskhallen för handel med fisk. Hela detta partihallsområde fick namnet Klarahallsområdet.

## Avvecklingen
I början av 1950-talet blev Klarahallsområdet för trång och oöversiktligt. Ett nytt modernt handelsområde utanför innerstaden skulle lösa problemen. Årsta partihallar (invigd första etappen 1962) blev den slutgiltiga lösningen. År 1962 flyttades hela partihallsverksamheten från Norrmalm till nybyggda Årsta partihallar och samtidigt revs Klarahallen och Partifiskhallen. Centralhallens östra del försvann omkring 1966. Stockholms stads saluhallsstyrelse hade dock sitt huvudkontor kvar i Centralsaluhallens västra del en bit in på 1980-talet. Sedan flyttade de till Slakthusområdet och Centralsaluhallens sista del revs i slutet av 1985. Flera av de djurhuvuden som en gång i tiden smyckade Centralsaluhallens torn tillvaratogs och är idag uppställda på olika platser i Slakthusområdet.

## Historiska bilder

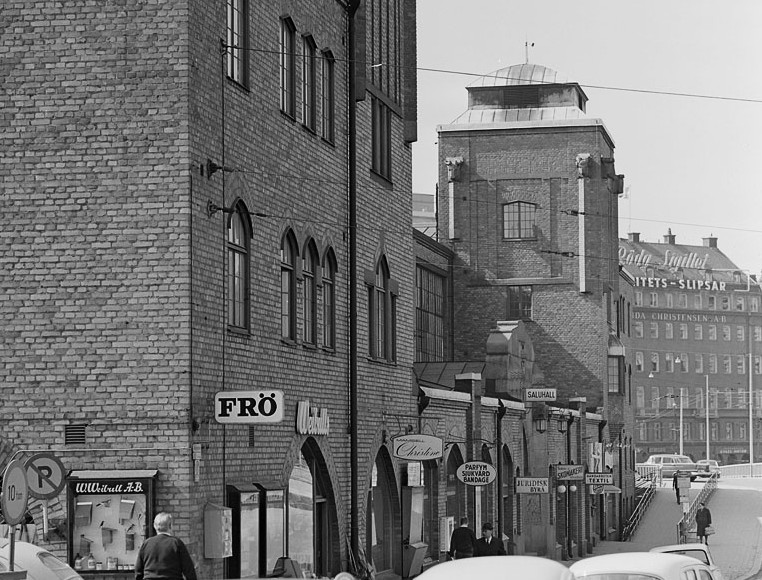
Centralsaluhallen mot Kungsgatan 1965.
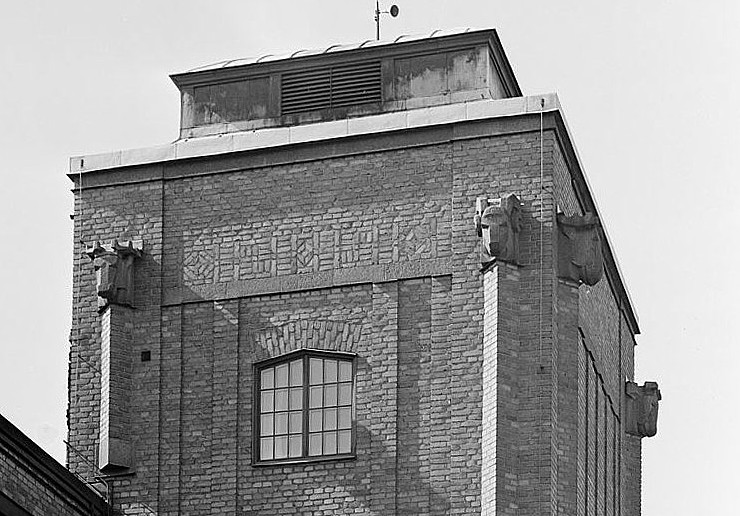
På tornet syns djurhuvuden i granit.
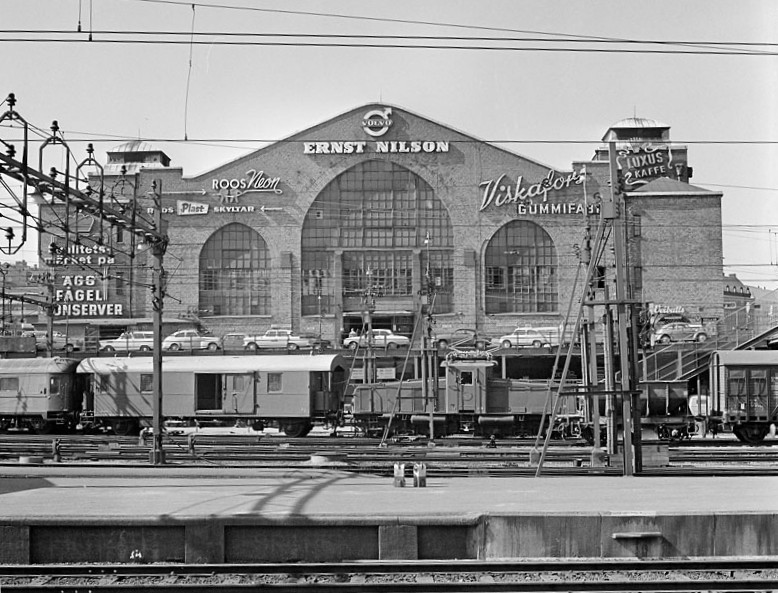
Centralsaluhallen från öster.
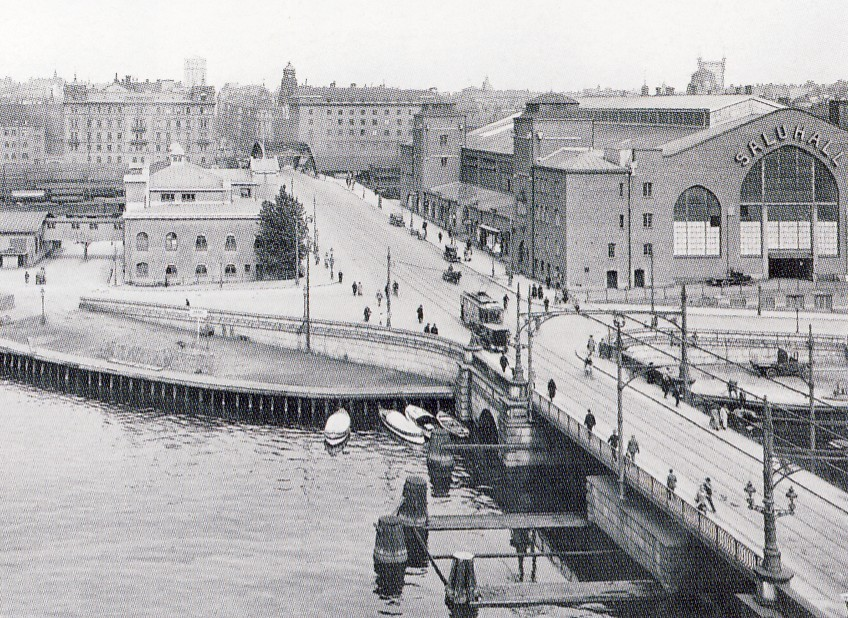
Centralsaluhallen med Kungsgatan och Klara sjö 1923.